# Wadym Małachatko
Wadym Małachatko, ukr. Вадим Малахатько (ur. 22 marca 1977 w Kijowie, zm. 5 czerwca 2023) – ukraiński szachista, reprezentant Belgii od 2007, arcymistrz od 1999 roku.

## Kariera szachowa
Od połowy lat 90. XX wieku należał do czołówki ukraińskich szachistów. W roku 2000 zdobył wraz z narodowym zespołem brązowy medal na szachowej olimpiadzie w Stambule, natomiast rok później – złoty w drużynowych mistrzostwach świata, rozegranych w Erywaniu. Wielokrotnie startował w finałach indywidualnych mistrzostw Ukrainy, dwukrotnie (1997, 1998) zajmując V miejsca. W roku 2001 wystąpił w rozegranym systemem pucharowym w Moskwie turnieju o mistrzostwo świata, w I rundzie przegrywając z Siergiejem Mowsesjanem. W 2006 zdobył w Warszawie tytuł wicemistrza Europy w szachach szybkich.
Odniósł wiele sukcesów w turniejach międzynarodowych, przede wszystkim otwartych, m.in. dz. I m. w Polanicy-Zdroju (turnieje otwarte memoriałów Akiby Rubinsteina, 1998 i 1999), I m. w Krakowie (1998/99, turniej Cracovia), I m. w mistrzostwach Kijowa (1999, 2004), I m. w Ałuszczie (1999), dz. I m. w Kijowie (2001, wraz z Andriejem Zontachem), dz. I m. w Policach (2001), dz. I m. w Cap d’Agde (2002), dz. II m. w Pardubicach (2003, za Vlastimilem Babulą), dz. I m. w Barze (2004), dz. I m. w Triesen (2004), I m. w La Fère (2004, 2005), dz. I m. w Zurychu (2004), dz. I m. w Assisi (2004), dz. I m. w Condomie (2004), dz. I m. w Bad Zwesten (2005), dz. I m. w Malakoffie (2005), I m. w Mielnie (2005), dz. I m. w Dreźnie (2005), I m. w Brugii (2006), dz. I m. w Kopenhaga (2006, Politiken Cup, wraz z Nigelem Shortem i Jonny Hectorem), dz. I m. w Winterthurze (2006, 2007), dz. I m. w Bazylei (2006, 2007), dz. II m. w Baku (President Cup, 2006 za Szachrijarem Mammadjarowem, 2007 za Arkadijem Naiditschem), I m. w Marcy-l’Étoile (2008), dz. I m. w Hastings (2008, open, wspólnie z Walerijem Niewierowem i Nidżatem Mamedowem), I m. w Poniewieżu (2008), I m. w Esbjergu (2008, turniej The North Sea Cup), I m. w Bahrajnie (2009), dz. I m. w Kishu (wspólnie m.in. z Homayoonem Toufighim) oraz dz. I m. we Wrocławiu (2009, wspólnie z Siergiejem Tiwiakowem i Wołodymyrem Bakłanem).
Najwyższy ranking w karierze osiągnął 1 października 2008 r., z wynikiem 2633 punktów zajmował wówczas 98. miejsce na światowej liście FIDE.

## Życie prywatne
Żoną Wadyma Małachatko jest arcymistrzyni Anna Zozulia, która również reprezentuje Belgię.